# Saint-Julien-des-Points
Saint-Julien-des-Points là một xã ở tỉnh Lozère trong vùng Occitanie, phía nam nước Pháp.